# کورتسنهاوس
کورتسنهاوس (به فرانسوی: Kurtzenhouse) یک کمون در فرانسه با جمعیت ۹۲۱ نفر است که در Canton of Brumath واقع شده‌است.